# Celso Fausto de Sousa
Celso Fausto de Sousa (Florianópolis, 19 de setembro de 1894 – 17 de agosto 1950) foi um agrônomo e político brasileiro.
Formado em agronomia pela Escola de Engenharia de Porto Alegre.
Foi deputado à Assembleia Legislativa de Santa Catarina na 1ª legislatura (1935 — 1937), eleito pelo Partido Liberal Catarinense.
Foi secretário de estado dos negócios da Fazenda, Viação, Obras Públicas e Agricultura, de 28 de maio de 1935 a 24 de maio de 1937.
Foi prefeito de Florianópolis, de 13 de janeiro a 9 de março de 1941.